# Geschichte des Telefonnetzes
Für die Vernetzung von Telefonapparaten mussten diese im Sinne der Kommunikationstechnik kompatibel miteinander sein, also einen Mindeststandard an technischen Fähigkeiten und Eigenschaften erfüllen. Nicht weniger bedeutend waren politische Absprachen zwischen den Anwendern, um grenzüberschreitende Normen und Rechte festzulegen. Eine Hürde stellten sichere Fernverbindungen dar, die Überseekabel und Funktechniken befruchteten. Als weitere Stufen dieser Pionierleistungen gelten die Schnittstellenentwicklung zwischen analogen und digitalen Technologien sowie die Einbeziehung von Speichermedien und der elektronischen Datenverarbeitung, bis hin zur mobilen Kommunikation und Gerätesteuerung in der Raumfahrt, dem Wetterdienst und den Sicherheitsdiensten (Rettungs-, Militär-, Polizei- und Geheimdienste). Unverzichtbar sind Anwendungen in den Feldern Gesundheitswesen, Bildung, Bedarfsanalysen, Verkehrswesen (Logistik), Mess- und Regelsysteme, Produktion, Informations- und Unterhaltungsmedien.

## Vom Laborexperiment zum Telefonnetz

### Die Erfindung des Telefons
An der Entwicklung eines ersten Telefonapparates waren mehrere Personen beteiligt.
Bereits 1844 postulierte Innocenzo Manzetti die Idee zum Bau eines Telegrafen und baute 1864/65 einen elektrischen Apparat, welcher die menschliche Stimme über einen halben Kilometer übertragen konnte. Eine wichtige Rolle spielte der Deutsche Philipp Reis mit seiner Konstruktion von 1861. Reis erfand hierfür den Begriff Telephon. Entscheidend für die praktische Einführung von Telefonen war jedoch, dass es Alexander Graham Bell 1876 gelang, mit einem erfolgreichen Patentantrag seinen Konkurrenten Elisha Gray und Antonio Meucci zuvorzukommen und ihnen, sowie später auch Thomas Alva Edison, auf dieser Grundlage rechtliche Hürden zur eigenen Markteinführung von Telefonapparaten in den Weg zu legen. Am 11. Juni 2002 wurde Antonio Meucci posthum vom Repräsentantenhaus des amerikanischen Kongresses der Vereinigten Staaten das Patent für die Erfindung des Fernsprechapparates zugesprochen.

### Erste Gründung von Telefongesellschaften in den USA
Im Juli 1877 gründete Bell, der das amerikanische Patent für Rechte an einem Telefon erlangt hatte, zusammen mit Thomas Sanders und Gardiner G. Hubbard unter Einschluss seines Assistenten Thomas Watson, die Bell Telephone Company. Zwei Tage später heiratete Bell die Tochter Mabel seines Geschäftspartners Hubbard. Wegen Absatzschwierigkeiten boten Bell und seine Compagnons die Patente der mächtigen Western Union Telegrafen-Gesellschaft – Elisha Grays Arbeitgebern – für 100.000 $ zum Kauf an. Die Western Union lehnte ab – was sie bald bitter bereuen sollte.
Dennoch sahen Amerikas Telegraphengesellschaften voraus, dass Bells Telefon eine Bedrohung für ihr Geschäft darstellte, und sie versuchten dem gegenzusteuern. Die Western Union Company ließ Thomas Alva Edison ein eigenes Telefon mit anderer Technik entwickeln. Bell verklagte daraufhin Western Union wegen Verletzung seiner Patentrechte. Diese versuchte zu argumentieren, dass eigentlich Elisha Gray das Telefon erfunden hätte, verlor jedoch den Prozess.
Im März 1879 fusionierte die Bell Telephone Company mit der New England Telephone Company zur National Bell Telephone Company, deren Präsident William H. Forbes, Schwiegersohn von Ralph Waldo Emerson, wurde. Im April 1880 geschah eine weitere Fusion mit der American Speaking Telephone Company zur American Bell Telephone Company.
1885 wurde die American Telephone and Telegraph Company (AT&T) gegründet, um die Fernverbindungslinien quer durch die USA für das Bellsche System zu erobern. Theodore Vail wurde der erste Präsident der Gesellschaft.
1925 wurden die Bell Telephone Laboratories aufgebaut, um die Forschungslaboratorien der AT&T und der Western Electric Company zusammenzufassen. Die AT&T wurde in der Folgezeit der mächtigste Telekommunikationskonzern der Welt.

### Erste Entwicklungsschritte in Deutschland

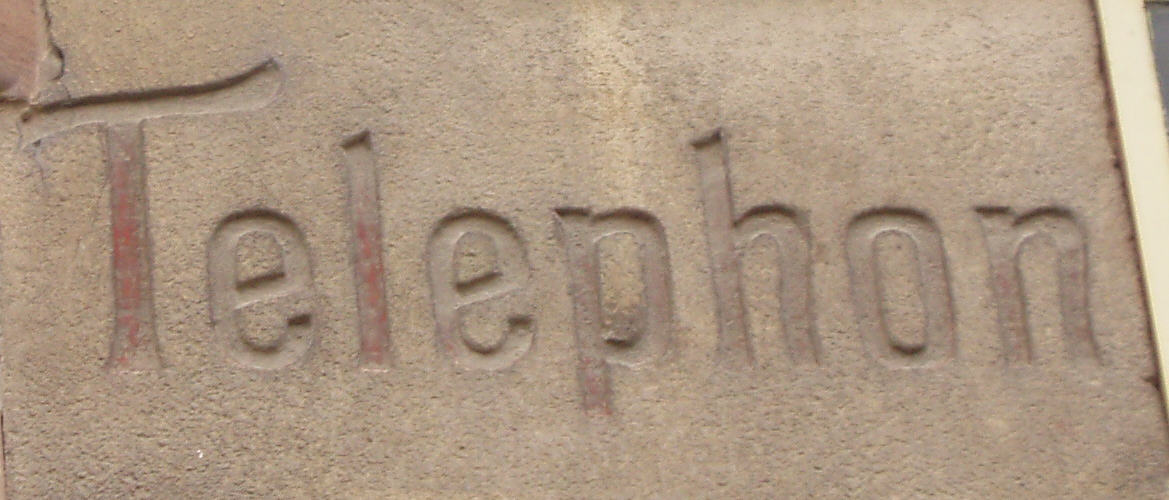
Aufschrift an einer Hausfassade von 1909

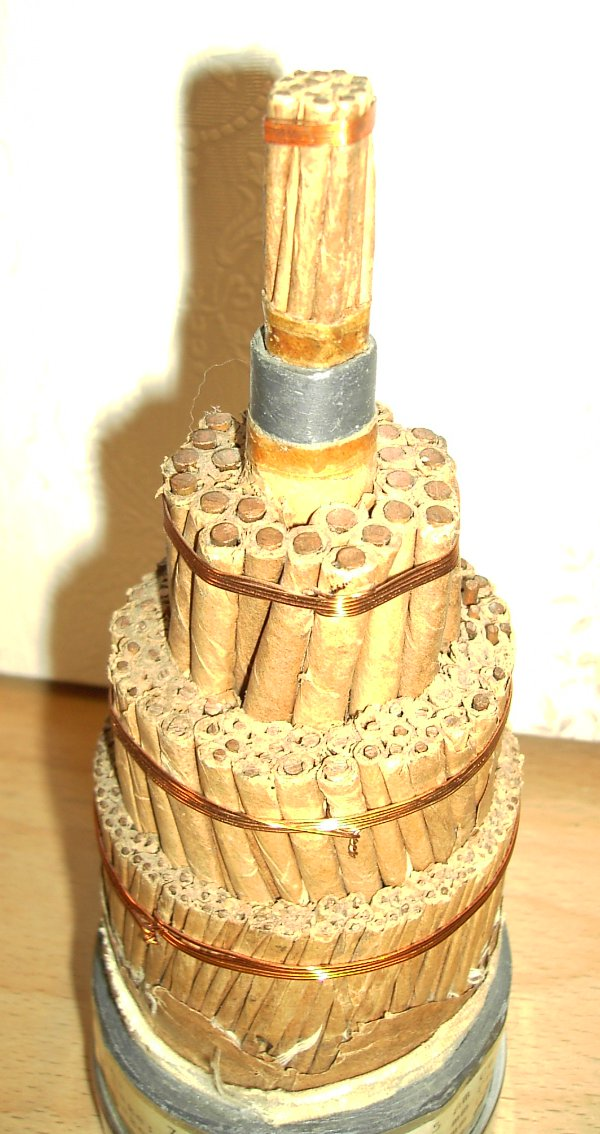
Muster vom Rheinlandkabel

In Deutschland gab es seit den Laborexperimenten von Philipp Reis keine weiteren Bemühungen, ein Telefon zur praktischen Nutzung zu entwickeln. Erst 1877, als die Bell Telephone Company mit dem Vertrieb des Bell-Telefons begonnen hatte, führte der Berliner Generalpostmeister Heinrich von Stephan von Oktober 1877 bis April 1878 Versuche mit zwei Bell-Telefonen durch. Er baute eine zwei Kilometer lange Telefonverbindung auf, die am 25. Oktober 1877 den Testbetrieb aufnahm. Um die Grundlage für weitere Versuche zu schaffen, beauftragte man die Firma Siemens & Halske mit der Herstellung weiterer Apparate. Da die Bell-Telefone noch über keine Weckeinrichtung verfügten, wurde das Telefon erst durch die zu diesem Zeitpunkt erfundene Siemenssche Signalpfeife als Produkt nutzbar. Am 12. November 1877 erfolgte die Inbetriebnahme eines Telegrafenamtes in Friedrichsberg bei Berlin. Ab November 1877 produzierte Siemens & Halske täglich 200 Telefone, von denen ein Großteil bald auch an Privathaushalte verkauft wurde.
Ab 1881 wurden die Fernsprechnetze eingerichtet. Die Vermittlung geschah von Hand, zunächst noch ausschließlich von Männern. Schnell wurde aber klar, dass die höheren Frequenzen einer Frauenstimme bei schlechter Leitungsqualität besser zu verstehen waren als die tieferen Männerstimmen – das Fräulein vom Amt war erfunden. Die ersten Ortsnetze wurden in Berlin, Breslau, Frankfurt am Main, Hamburg, Köln, Mannheim und München eröffnet.

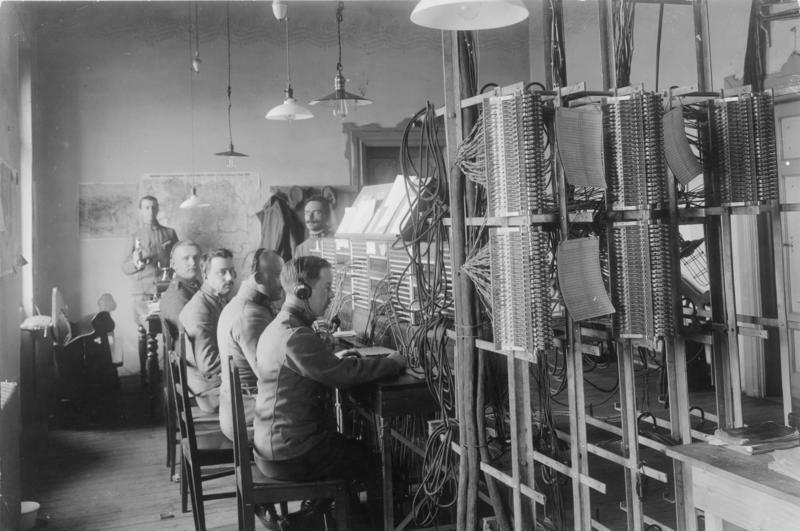
Fernsprechvermittlung in der Armee des Deutschen Reiches

Seit 1883 wurden auch Telefonleitungen zwischen größeren Städten verlegt. Der Textilfabrikant Christian Heinrich Hornschuch richtete das erste deutsche Überlandtelefon auf einer Strecke von 34 km innerhalb seiner Firma von Fürth nach Forchheim ein. Die Telefonleitung zwischen Bremen und Bremerhaven war bei ihrer Inbetriebnahme am 15. Oktober 1883 die längste Telefonleitung Deutschlands. 1884 folgten die Telefonleitungen von Köln nach Düsseldorf und Bonn. Im Jahre 1885 wurden die Ortstelefonnetze von Frankfurt, Heidelberg, Mainz, Mannheim und Wiesbaden miteinander verbunden. Von Berlin aus konnte man bald danach Ferngespräche mit Hannover (1886), Hamburg (1887), Dresden (1888), Breslau (1889), Frankfurt am Main (1894) und Königsberg (1895) führen.
Am 6. August 1900 wurde die erste Telefonleitung zwischen Berlin und Paris freigeschaltet.
Im Fernsprechwesen werden die Verbindungskabel zwischen den Vermittlungsstellen im Weitverkehr als Fernleitung bezeichnet. Ein Verstärkeramt konnte die Sprach- und Trägerfrequenzsignale verstärken und damit die Signalverluste auf den Fernleitungen ausgleichen.
Bis zum Jahr 1912 wurden die Fernleitungen für das Fernsprechwesen fast nur über oberirdische Freileitungen hergestellt. Im Jahr 1909 kam es in einem strengen Winter und einer extremen Wetterlage (Vereisung, Schnee, Sturm und Raureif) dazu, dass an der Fernleitung Berlin – Magdeburg reihenweise die Masten brachen und umfielen. Es gelang trotz größter Anstrengungen und dem Einsatz von vielen Mitarbeitern erst nach Monaten, die Schäden an diesen Leitungen zu reparieren. Dieses extreme Ereignis gilt als Auslöser, dass Pläne entwickelt wurden, um den Weitverkehr durch unterirdische Weitverkehrskabel fortzuführen.
Im Jahr 1912 erhielt die Firma Siemens & Halske den Auftrag für die Verlegung des Rheinlandkabels. Dieses Kabel wurde im Jahr 1913/1914 zunächst von Berlin nach Hannover verlegt.
1936 gab es im Deutschen Reich 6.647 Ortsnetze (25,893 Millionen km Leitungen) mit 3,39 Millionen Sprechstellen (1,95 Mill. Haupt- und 1,35 Mill. Nebenanschlüsse sowie 86.000 öffentliche Sprechstellen).

### Entwicklung in Österreich
Nachdem die Wiener Privat-Telegraphen-Gesellschaft vom k.k. Handelsministerium eine Konzession zur Errichtung eines Telefonnetzes bekommen hatte, wurde am 1. Dezember 1881 der Netzbetrieb gestartet. Im selben Jahr wurden in Zeitungsinseraten die ersten 154 Abonnenten veröffentlicht. Im Jahr darauf eröffneten private Gesellschaften Netze in Prag, Graz und Triest und 1883 in Lemberg, Czernowitz und Pilsen.
Der neue Wirtschaftszweig entwickelte sich besser als erwartet, und so argumentierte die k. & k. Post- und Telegraphenverwaltung, die Telefonleitungen seien nur telegraphische Verbindungen mit akustischen Apparaten, um sie in den staatlichen Monopolbetrieb einzugliedern. So wurde 1887 die erste Telefonverordnung erlassen, keine privaten Konzessionen mehr erteilt und bis zum Jahre 1895 alle Gesellschaften gegen Ablöse der PTV einverleibt.

### Entwicklung in der Schweiz

Halbautomatische Telefonzentrale Zürich-Hottingen 1917. Telefonistinnen bei der Arbeit

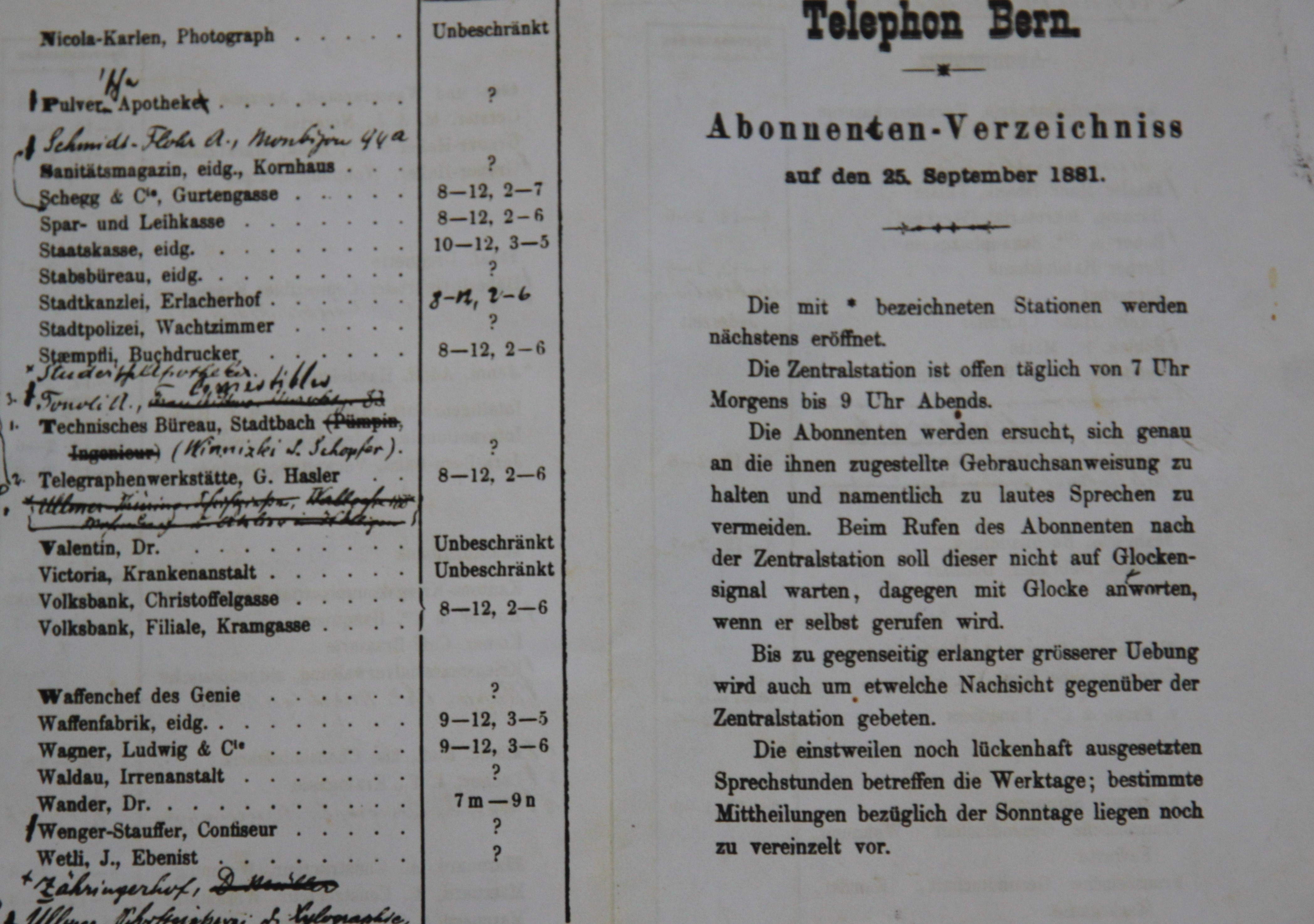
Das erste «Telefonbuch» der Schweiz: Noch ohne Telefonnummern verband das Fräulein vom Dienst per Namen die beiden Teilnehmer. Die Liste informierte zusätzlich über deren zeitliche Erreichbarkeit.

Die Schweizer Regierung reagierte schnell auf die Erfindung des Telefons. Bereits im September 1877 gab der Postminister ein Rundschreiben heraus, in dem die Eröffnung eines öffentlichen Telefondienstes unter der Kontrolle der Telegraphenabteilung angekündigt wurde. Die entsprechende Verordnung des Bundesrates trat etwas verzögert im November 1880 in Kraft.

#### Die erste und einzige private Telefongesellschaft der Schweiz
Die von Johannes Ryf gegründete private Zürcher Telephongesellschaft, eine amerikanisch-schweizerische Aktiengesellschaft, die von Geschäftsleuten der Stadt Zürich gegründet worden war, bekam die Erlaubnis, in der Stadt Zürich ein Telefonnetz aufzubauen. 1880 nahm sie die ersten 200 Telefone in Betrieb. Es handelte sich um Geräte der Bell Telephone Company in Boston. Der Apparat bestand aus einem von einem galvanischen Element gespiesenen Kontaktmikrofon des Typs Blake, einem Handhörer des Typs Bell und einer Anrufvorrichtung, die sich aus einem in ein hölzernes Gehäuse eingelassenen Kurbelindikator und einem am Gehäuse angebrachten Wecker zusammensetzte. Weil die Nachfrage die Produktionskapazität des amerikanischen Lieferanten überstieg, begann die Zürcher Telefongesellschaft bald, selbst solche Telefonapparate herzustellen, die sich nicht oder nur unwesentlich von denen der Bell Telephone Company unterschieden.
Die Zentrale war anfänglich nur tagsüber geöffnet, wurde aber bald auf durchgehenden Betrieb umgestellt. Im gleichen Jahr erschien auch das erste Telefonverzeichnis der Schweiz mit 141 Teilnehmern. Ende 1880 beschloss die Eidgenossenschaft, den Telefonbetrieb nicht mehr Privatleuten zu überlassen und stattdessen im nationalen Auftrag ein Telefonnetz aufzubauen. Dieser erste und einzige private Telefonanbieter der Schweiz wurde nach Ablauf der Konzession 1885 verstaatlicht.
1883 waren die ersten zwei Stadtnetze (Winterthur und Zürich) miteinander verbunden, Ende des Jahres waren Gespräche von Zürich nach Schaffhausen möglich (via Winterthur).

#### Entwicklung urbaner Netze unter staatlicher Führung
1889 führte die Schweiz das erste Telefonverkehrsgesetz ein. Dieses regelte Rechte und Pflichten des Teilnehmers, Taxen und Gebühren, darunter auch die Wahrung des Telefongeheimnisses. Seit 1890 gibt es in der Schweiz Telefonnummern. Sie ersetzen das System mit dem Namen des Abonnenten.
Die ersten Telefonnetze entstanden – nun nicht mehr privat wie das in Zürich – unter staatlicher Führung in den Städten. Ein Netzplan aus dem Jahr 1907 der Stadt Bern macht deutlich, wie ein solches Netz aufgebaut war. Über die Zentralstation konnte jeder Telefonabonnent mit jedem anderen Telefonabonnenten des gleichen Telefonnetzes in Verbindung treten. Die Zentralstation stand – wie der Name nahelegt – im Zentrum des Netzes. Von hier aus führten Leitungen entweder direkt zum Abonnenten in der Nähe der Zentrale oder zu den Umschaltstationen in der Agglomeration. Das Telefonnetz von Bern wies 1907 eine Zentralstation und insgesamt 15 Umschaltstationen (unter anderen in Belp, Worb, Wohlen, Bümpliz) auf. Lokale Telefonnetze wie das von Bern konnten ab 1883, als zwischen den größeren Städten in der Schweiz die ersten sogenannten interurbanen Telefonleitungen («Fernleitungen») erstellt wurden, mit anderen verbunden werden. Es dauerte aber noch bis 1896, bis auch das Tessiner Telefonnetz, die letzte Schweizer «Telefoninsel», mit den übrigen Telefonnetzen der Schweiz verbunden wurde.
Die im Netzplan von Bern bestehenden lokalen Verbindungen zwischen Zentral- und Umschaltstation erlaubten in der Frühzeit der Telefonie jeweils nur gerade eine gleichzeitige Gesprächsverbindung über den beschränkten, rein lokalen Bereich hinaus. Daher besaßen Umschaltstationen mit größerem Einzugsgebiet oder mit «regem» Gesprächsverkehr in der Regel mehr als nur eine direkte Leitung nach der Zentralstation. Deshalb führten beispielsweise um 1905 jeweils zwei Linien von den beiden Umschaltstationen Worb und Bümpliz in die Zentrale von Bern.
Ende 1900 gab es 620 Fernleitungen mit einer Gesamtlänge von 16'385 km, Ende 1933 dagegen 9'760 Leitungen mit einer Gesamtlänge von 424'580 km. Dieser Zuwachs spiegelt die zunehmende Beliebtheit des Telefons in allen Bevölkerungsschichten der Schweiz.

#### Die Telefonzentrale
Um die Telefonkabel zwischen zwei Endpunkten variabel verbinden zu können, liefen diese bei einer Vermittlungsstelle zusammen. Diese war anfangs manuell bedient und fast ausschließlich von Frauen besetzt. In der Schweiz sollten die manuellen Zentralen für die Vermittlung der Gespräche durch automatische Systeme ersetzt werden. Im Sommer 1917 nahm in Zürich-Hottingen die erste halbautomatische und 1922 in Lausanne die erste vollautomatische Telefonzentrale ihren Betrieb auf. Doch nur ausländische Konzerne waren in der Lage, große Telefonzentralen zu liefern. Die Hasler AG in Bern produzierte mittels Lizenz der L. M. Ericsson automatische Haustelefonanlagen und ab 1925 kleine Telefonzentralen für ländliche Gebiete. Erst 1931 lieferte die Firma Hasler für große Stadtnetze eigene Konstruktionen: das Hasler System 31.

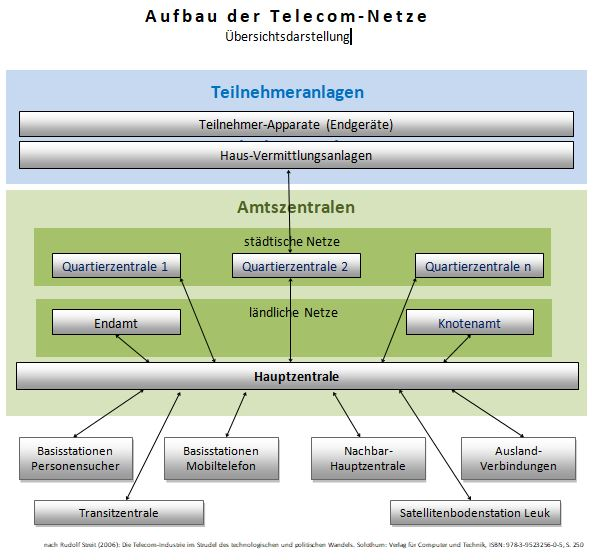
Schema eines Telecom-Netzes nach Rudolf Streit

Eine Telefonverbindung musste anfänglich folgendermaßen manuell hergestellt werden:
1. Der anrufende Teilnehmer hob den Hörer ab und betätigte die Kurbel des Induktors.
2. Der so erzeugte Wechselstrom löste in der Umschaltstation ein Signal aus (Fallklappe).
3. Dieses Signal veranlasste die Telefonistin, sich an die Leitung des anrufenden Teilnehmers anzuschließen und den Auftrag entgegenzunehmen. Nachdem sie den gewünschten Teilnehmer mit ihrem Kurbelindikator angerufen und Antwort erhalten hatte, stellte sie die Verbindung mit dem anrufenden Teilnehmer her.[9]

Zu einem Verbindungsbereich gehören sämtliche Übertragungskanäle, welche die Teilnehmeranlagen mit den Amtszentralen verbinden, aber auch die vielen notwendigen Sprech- und Datenkanäle, die zwischen den diversen Amtszentralen im Einsatz stehen. Darüber hinaus sorgt die Übertragungstechnik auch für den Anschluss an die Telefonnetze der Nachbarländer und heutzutage auch an die verschiedenen globalen Verbindungen.
In der Schweiz waren im Bereich der Übertragungstechnik vor allem die fünf Firmen «Câblerie Cossonay», «Câblerie et Trafilerie de Cortaillod», «Dätwyler Altdorf», «Kabelwerke Brugg» und die «Isola-Werke Breitenbach» tätig. Für die zunehmende Übertragung von Hochfrequenzsignalen im Telecom-Netzwerk wurden vor allem Koaxialkabel und später Glasfaserleitungen eingesetzt. Ein schweizerisches Unikum war der Hochfrequenz-Telefonrundspruch (HF-TR), normale Kupferleitungen zur vollkommen störungsfreien Übertragung von Radiosendungen. Fast in jeder Familie wurde dieser HF-TR, der im Frequenzbereich weit oberhalb der Sprache arbeitete, sehr geschätzt. Die Koaxialkabel dienten in erster Linie zur Trägerfrequenz-Übertragung von Gesprächen im stark verknüpften Netzwerk der Amtszentralen. Zudem erhielten die Koaxialkabel einen wichtigen landesweiten Einsatzbereich beim Kabelfernsehen.

## Weitere technische und organisatorische Entwicklung
Um das Telefon gebrauchsfähig zu machen, war der Aufbau eines komplexen Systems nötig, das neben dem Telefonapparat auch Übertragungsleitungen und Einrichtungen für variable Verbindungen enthielt. Vorläufige Stichworte zur Abfolge der Entwicklungsschritte:
- Übertragung
  - oberirdische Telegrafenleitungen
  - unterirdische Kabel (ab 1936), Vielfach-Leitungen
  - Frequenzmodulation, Mehrfach-Nutzung einer Leitung
  - Übersee-Verbindungen, Funksender, Unterseekabel

- Vermittlung
  - Klappenschränke
  - Stöpselverbindungen, „Fräulein vom Amt“, Ortsbatterie- und Zentralbatteriebetrieb
  - Nummernwählsystem, Wählscheibe
  - Hebdrehwähler und Edelmetall-Motor-Drehwähler (ab 1950) in automatischen Vermittlungen

- Dienste-Erweiterung
  - Anrufbeantworter
  - Fernkopierer (Telefax)
  - Multimedia (Handy)

- Organisation
  - Deutsche Reichspost
  - Monopolbetrieb Reichspost / Bundespost
  - Aufspaltung in Post und Telekom
  - Beendigung des Monopolbetriebs, Zulassung kommerzieller Anbieter

### Entwicklung des Selbstwählsystems

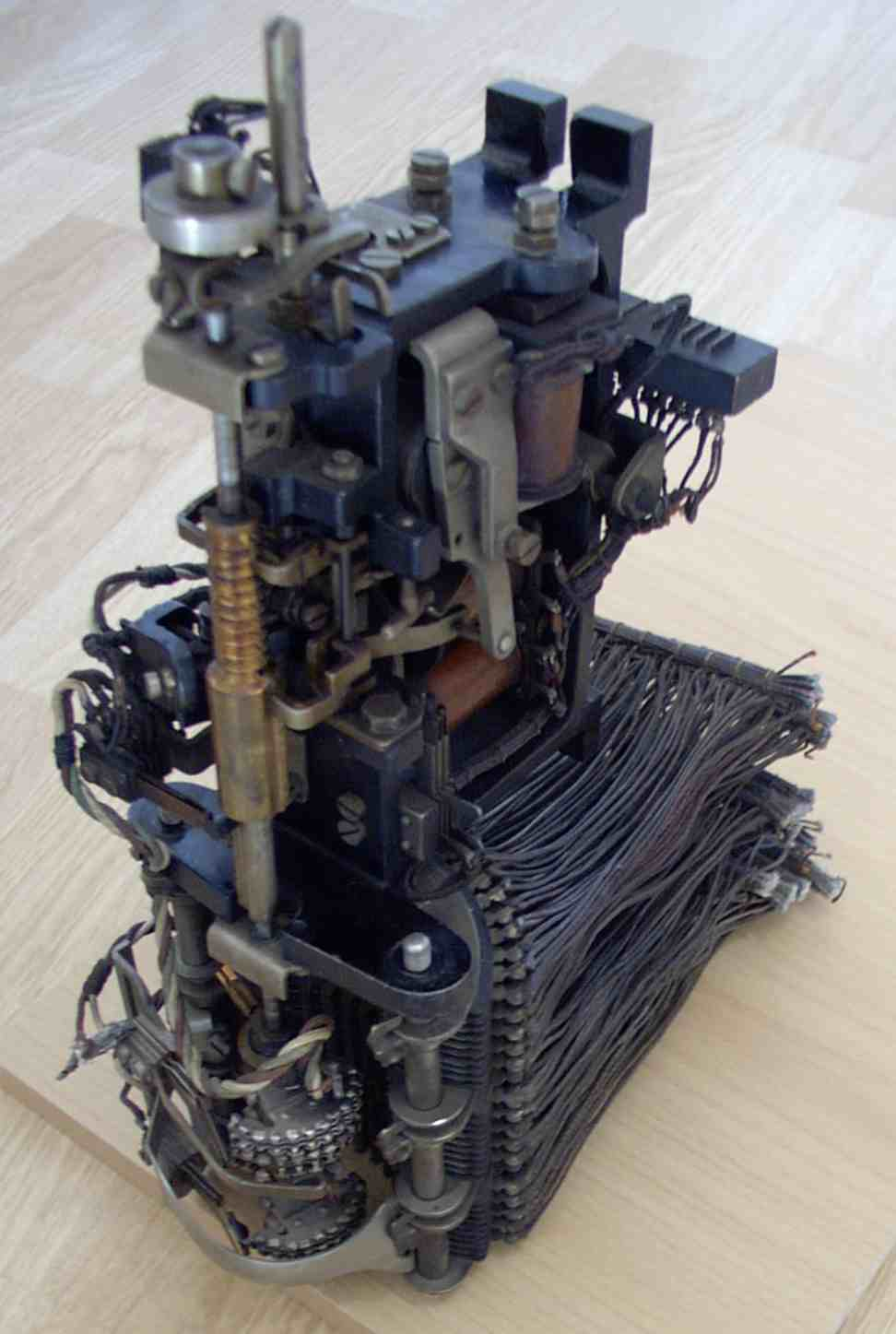
Elektromechanischer Wähler nach dem Patent von Almon Strowger

Schon 1879 wurde in USA ein Patent für eine selbsttätige Vermittlungseinrichtung erteilt. Doch erst die 1891 patentierte Erfindung von Almon Strowger war technisch machbar und auch kommerziell erfolgreich. Die erste Selbstwahl-Vermittlungsstelle mit Hebdrehwählern („Strowger-Wähler“) wurde 1892 in La Porte (Indiana), USA in Betrieb genommen. Sie hatte 75 angeschlossene Teilnehmer und eine Kapazität von 99 Teilnehmern. Weiterentwicklungen von Strowger und seinen Mitarbeitern Keith und Erickson vervollkommneten den Strowger-Wähler. Erickson entwickelte und patentierte 1896 eine Wählscheibe. Damit war es möglich, ein Wähltelefon mit einer Doppelader an die Vermittlungsstelle anzuschließen und einen Wähler durch Stromunterbrechung direkt zu steuern (anfangs benötigte das Strowger-System mehr Leitungen). Die lange verwendete Wählscheibe (amtlich „Nummernschalter“ genannt) wurde von Siemens & Halske entwickelt und am 29. April 1913 als Patent angemeldet.
Die erste Vermittlungsstelle mit Wählbetrieb in Europa wurde 1908 in Hildesheim in Betrieb genommen und war für 900 Anschlüsse ausgelegt. Damit war es den Teilnehmern möglich, im Ortsbereich selbst zu wählen. Verbindungen zu Anschlüssen außerhalb des Ortsnetzes mussten aber weiterhin mit der Hand hergestellt werden.
Die Entwicklung des Fernwählsystems in Deutschland nahm seinen Anfang 1923 mit der Errichtung der ersten automatischen Fernvermittlungsstelle in der Netzgruppe Weilheim in Oberbayern. Dieses beinhaltete dabei noch nicht das System der Ortsnetzkennzahlen bzw. der Vorwahlnummern nach heutigem Standard. Griechenland führte zum 10. Februar 1930 ein Selbstwählnetz ein, das System wurde von Siemens & Halske produziert und hatte sich gegen Konkurrenzangebote aus England, Frankreich und Italien durchgesetzt.
Am 3. September 1955 wurde die erste selbstwählbare Verbindung ins Ausland eingerichtet, nämlich die Ortsverbindung Lörrach–Basel. Schon damals mussten die Lörracher für Verbindungen in die Schweiz die Landeskennzahl 0041 vorwählen.
Die flächendeckende Einführung des Selbstwähldienstes zog sich allerdings, wohl auch bedingt durch Kriege und Wirtschaftskrise, noch lange hin. Die letzte handbediente Ortsvermittlung im Bereich der damaligen Bundesrepublik Deutschland in Uetze bei Hannover wurde erst 1966 stillgelegt. Der Vollausbau des Selbstwählferndienstes in Westdeutschland war dann 1972 erreicht. Handvermittelte Ferngespräche waren in einigen wenigen ländlichen Ortsnetzen in Ostdeutschland noch bis Ende der 1980er Jahre üblich, das letzte handvermittelte Fernmeldeamt wurde am 23. November 1994 in Potsdam geschlossen.
Parallel dazu entwickelten die Bahngesellschaften ihr Telekommunikationsnetz weiter. So entstand unabhängig vom öffentlichen Netz ein internationales Selbstwahl-Fernnetz (in Deutschland: BASA ab 1932).

### Entwicklung ab etwa 1965
1971 wurden in Westdeutschland erstmals mehr Telefongespräche (11,7 Milliarden) geführt als Briefsendungen (11,5 Milliarden) verschickt. Bis in die 1970er Jahre änderte sich am technischen Aufbau der Apparate kaum etwas. Als das Telefon zur Grundausstattung fast jedes Haushaltes gehörte, kam der Wunsch nach neuen Farben und Designs auf. Die Fortschritte auf dem Gebiet der Mikroelektronik ermöglichten 1975 die ersten Tastentelefone im Privathaushalt. Ab diesem Zeitpunkt wurden Telefone in immer kürzeren Abständen technisch verbessert, zunächst durch Rufnummernspeicher und Anzeigedisplays, später mit elektronischen Ruftönen und Freisprecheinrichtung. Durch immer leistungsstärkere elektronische Bauteile kamen noch Erweiterungen wie elektronische Telefonbücher und Benutzerführung über das Display hinzu. Mitte der 1980er Jahre wurden die ersten Schnurlostelefone auf den Markt gebracht.
BIGFON (Breitbandiges Integriertes Glasfaser-Fernmeldeortsnetz) war ein Systemversuch, den die Deutsche Bundespost von 1981 bis 1988 in sieben Städten durchgeführt hatte. Ziel war die praktische Erprobung von Glasfasertechnik für sämtliche Telekommunikationsdienste. Es war der erste technische Versuch für ein Integriertes Breitbandfernmeldenetz (IBFN), in dessen Rahmen auch ein Bildfernsprech-Versuchsnetz (Video Telephony Network) zur Übermittlung von Gebärdensprache für Gehörlose installiert wurde.

### Das digitale Netz
Ein großer technischer Umbruch in Deutschland erfolgte erst mit der Einführung von ISDN (Integrated Services Digital Network).
1979 beschloss die Deutsche Bundespost, die bis dahin elektromechanischen Vermittlungstechniken zu digitalisieren. Das Ziel von ISDN war, die bis dahin verteilten Dienste von Telefonie, Telefax, Telex und anderen Datenübertragungen auf einem Netz zu vereinen.
Von 1980 bis 1987 wurden anhand von Richtlinien und Empfehlungen der damaligen CCITT (heute ITU) die Pläne der Deutschen Bundespost zur Einführung von ISDN festgelegt. 1987 wurde dann in Deutschland das erste ISDN-Pilotprojekt in Mannheim und Stuttgart gestartet. Ab 1989 wurde ISDN bundesweit eingeführt und steht seit 1993 flächendeckend zur Verfügung.
Im Dezember 1993 unterzeichnete die Deutsche Telekom, als einer von 26 Unterzeichnern, das „Memorandum of Understanding on the Implementation of a European ISDN“. Hierdurch wurden die Weichen gestellt, das bis dahin nationale ISDN (1TR6) gegen das heute als Euro-ISDN (E-DSS1) bekannte System als europäischen Standard einzuführen. Im Mai 1994 waren die notwendigen Softwareänderungen in den digitalen Vermittlungsstellen der Deutschen Telekom abgeschlossen.
ISDN wurde bei der Deutschen Telekom Ende 2018 abgeschaltet. Noch verbliebene ISDN-Nutzer konnten auf All-IP wechseln.
Bei den Mitbewerbern wurde das ISDN z. T. deutlich später abgeschaltet oder ist sogar immer noch in Betrieb. (Stand 2025-02)

### Das mobile Netz
Im Jahre 1958 begann die Deutsche Bundespost, der zu dieser Zeit auch die Telekommunikation oblag, bundesweit ein öffentliches Mobilfunknetz aufzubauen. Innerhalb von zwölf Jahren gelang es, mit dem Funknetz vier Fünftel der Fläche der Bundesrepublik zu überziehen. Damit war das so genannte A1-Netz das größte zusammenhängende Mobilfunknetz der Welt. Um Gebiete mit hoher Verkehrsdichte zu entlasten, wurden zusätzlich noch das A2- und A3-Netz aufgebaut. Um die bis zu elftausend Teilnehmer zu bewältigen, waren fast sechshundert Vermittlungskräfte nötig. Daher konzentrierte man sich auf eine Umstellung von manueller zur automatischen Vermittlung, die 1972 im B-Netz realisiert wurde. Da dieses nach sieben Jahren mit dreizehntausend Benutzern vollständig ausgelastet war, wurde 1980 das B2-Netz hinzugeschaltet und die Kapazität auf knapp 27.000 Teilnehmer erweitert. 1986 löste das C-Netz, das bis zu 400.000 Endbenutzer gleichzeitig bedienen konnte, die beiden Vorgänger ab. Neben tragbaren Endgeräten, die allerdings noch etwa siebenhundert Gramm wogen, war jetzt auch die Verbindung zu Mobilfunkteilnehmern möglich, deren Aufenthaltsort dem Anrufenden nicht bekannt war. Nach zwei Betriebsjahren zählte das C-Netz bereits über hunderttausend Nutzer. Für das Ende der neunziger Jahre rechnete man mit einer Million Teilnehmern im Mobilfunk.
Das D-Netz war 1992 schließlich die bislang letzte große Neuerung auf dem Gebiet der Mobilfunknetze in Deutschland. Im Vergleich zu den vorherigen Netzen gab es zwei wesentliche Unterschiede: Einerseits wurden die technischen Belange von einer europäischen Kommission festgelegt, sodass der Weg für eine einheitliche europäische Mobilfunk-Lösung geebnet war, andererseits erklärte sich die Deutsche Bundespost Telekom (DBPT) bereit, erstmals mit Mannesmann Mobilfunk auch einen privaten Netzbetreiber zuzulassen. Mannesmann errichtete das D2-Netz, während das D1-Netz von der DBPT aufgebaut wurde. Als erste deutsche Mobilfunknetze wurden die D-Netze vollständig digital übertragen, was unter anderem nicht nur die Sprachqualität deutlich verbesserte, sondern auch kleine und leichte Endgeräte ermöglichte.
1994 wurde dann das E-Netz eingeführt. Bis auf den Frequenzbereich (1800 MHz für E-Netz, 900 MHz für D-Netz) ist es technisch fast identisch zum D-Netz; beide Systeme arbeiten nach dem GSM-Standard. Das E-Netz stellt somit keinen Ersatz, sondern eine Erweiterung des D-Netz dar. Im Zuge seiner Einführung sanken die Preise, und somit erlangte der Mobilfunk zunehmend auch bei Privatpersonen Attraktivität, sodass bereits 1995 etwa 3,7 Millionen Benutzer verzeichnet werden konnten. Innerhalb von neun Jahren verzwanzigfachten sich die Mobilfunknutzer auf rund 71 Millionen Nutzer im Jahr 2004.
Im Jahre 2004 nahm in Deutschland das UMTS-Netz seinen kommerziellen Betrieb auf. UMTS kann als Nachfolger des GSM-Standards gesehen werden. Es verwendet Frequenzen zwischen 1900 und 2170 MHz und bietet aufgrund besserer Übertragungsverfahren im Vergleich zu GSM eine stark erhöhte Bandbreite bei der Datenübertragung. Der flächendeckende Aufbau des UMTS-Netzes ist in Deutschland zwar schon weit fortgeschritten, kann aber noch nicht als abgeschlossen gelten.
2010 wurden die durch die Umstellung auf DVB-T freiwerdenden Frequenzen am oberen Ende des UHF-Fernsehbandes für den Mobilfunk umgewidmet (Digitale Dividende). Dieses sogenannte 800-MHz-Band sowie zusätzliche Frequenzen im Bereich 1800 und 2600 MHz wurden ab August 2010 für den neuen Mobilfunkstandard LTE (Long Term Evolution) genutzt. LTE ermöglicht breitbandiges mobiles Internet mit bis zu 300 Mbit/s Datenrate im Downlink und 75 Mbit/s im Uplink, also etwa siebenmal so viel wie UMTS. Es kommt durch Einstrahlungen im 800-MHz-Band durch schlecht abgeschirmte Kabelfernsehnetze zu gegenseitigen Störungen, da hier der Frequenzbereich bis 862 MHz genutzt wird.